# Музей архитектуры древнерусского Переяслава
Музей архитектуры древнерусского Переяслава (укр. Музей архітектури давньоруського Переяслава) — краеведческий музей, посвященный архитектуре Переяслава во времена Киевской Руси. Основан в 1982 году. Входит в состав Национального историко-этнографического заповедника «Переяслав». Расположен по адресу: улица Московская, 34.

## История
В мае 1982 года в Переяслав-Хмельницком открылся музей архитектуры древнерусского Переяслава. Его открытие было приурочено к празднованию 1500-летнего юбилея города Киева. Музей открыли в специальном павильоне, который сооружен над остатками собора Архистратига Михаила, построенного в XI веке. Этот собор — археологический памятник.
В 1974—1975 годах были раскрыты фундаменты Михайловского собора. Проводимые работы позволили определить детали и элементы находящегося когда-то здесь храма, и специалисты смогли создать его графическую реконструкцию. Инициатива создания Музея архитектуры древнерусского Переяслава принадлежала директору Переяслав-Хмельницкого государственного историко-культурного заповедника М. И. Сикорскому. Он хотел сохранить уникальные фундаменты археологического памятника и придумал сделать его ключевым элементом павильона, в котором бы был музей.
В период 1980—1981 годов был построен павильон над остатками Михайловского собора. Строительство велось по проекту директора Михаила Ивановича Сикорского и реставратора музея Федора Федоровича Дарды. Павильон закрыл собор северную часть собора с пристройкой к северной стене и западным притвором. Павильон был полуподвального типа.
После окончания строительства, помещение стало использоваться для целей музея — здесь разместилась экспозиция, в основу которой были положены материалы, связанные с древнерусской архитектурой города.
Среди экспонатов музея можно увидеть объекты, найденные во время раскопок, чертежи. В музее представлены реконструкционные модели археологических памятников переяславской архитектуры XI—XII веков — Епископские врата с надвратной церковью Св. Федора Стратилата, датированные XI веком, Церковь Св. Андрея XI века, Церковь Пресвятой Богородицы, которая была построена в 1098 года Владимиром Мономахом, Общественное каменное сооружение XI века, Спасская церковь-усыпальница XI века. Представлены памятники средневековой фортификации и деревянного строительства.
Экспозиции позволяет отследить особенности архитектуры в Переяславе времен Киевской Руси.
Среди экспонатов музея можно увидеть объекты, найденные во время раскопок монументальных сооружений древнерусского города. Здесь представлены глазурованные плитки, которые использовались для пола, строительный кирпич, керамика, фрагменты с фресковой росписью, образцы стеклянной смальты, оставшейся от мозаик, пряслица, жернова, керамическая посуда, костяные ремесленные изделия.
Музей архитектуры древнерусского Переяслава расположен по адресу: улица Московская, 34. Открыт с 09:00 до 17:00. Понедельник и вторник - выходные дни.

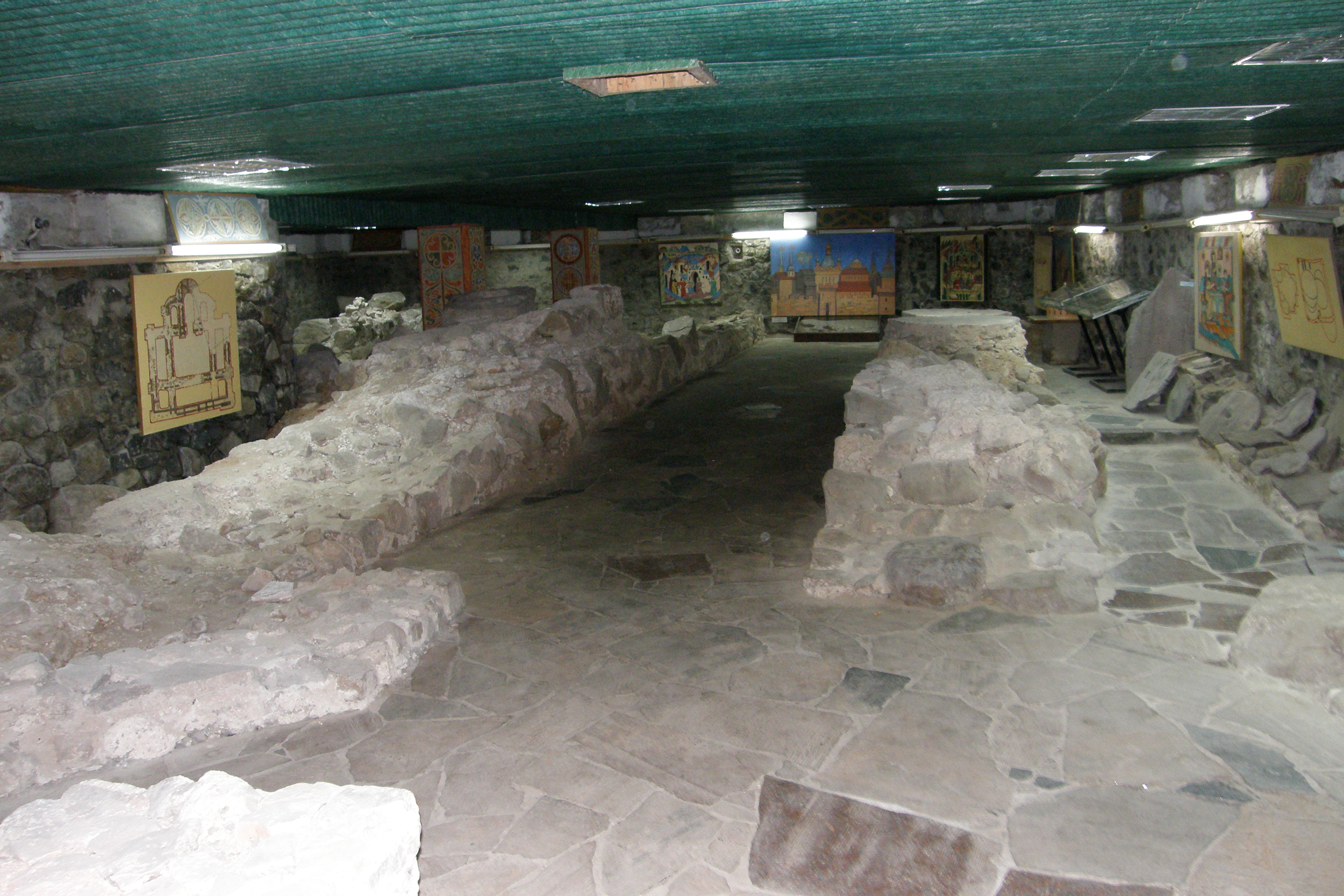
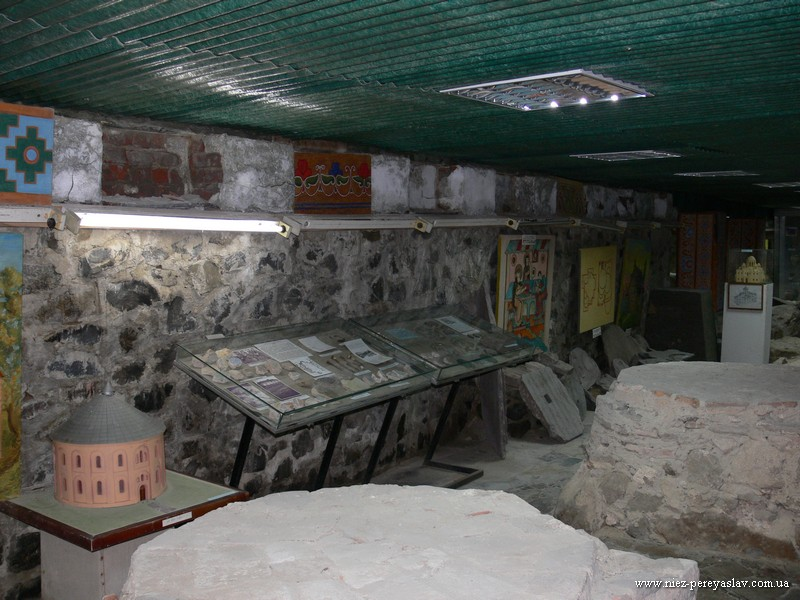
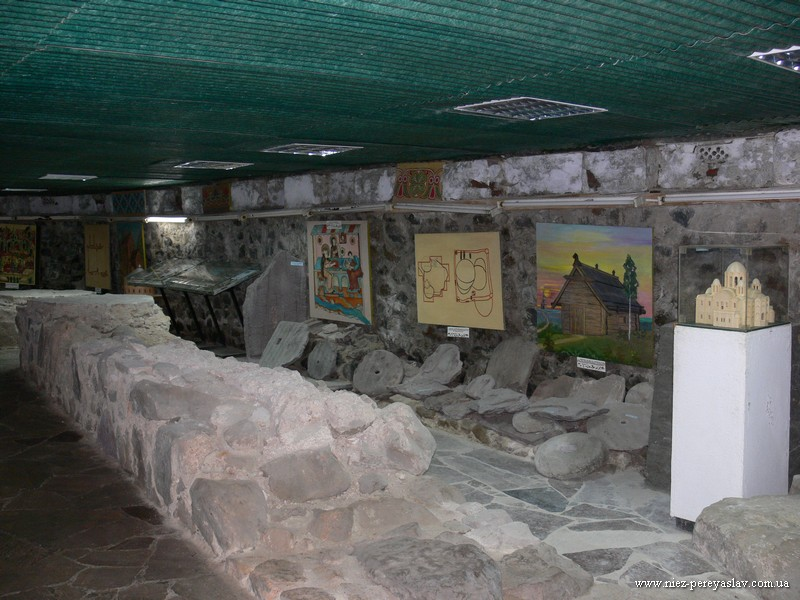
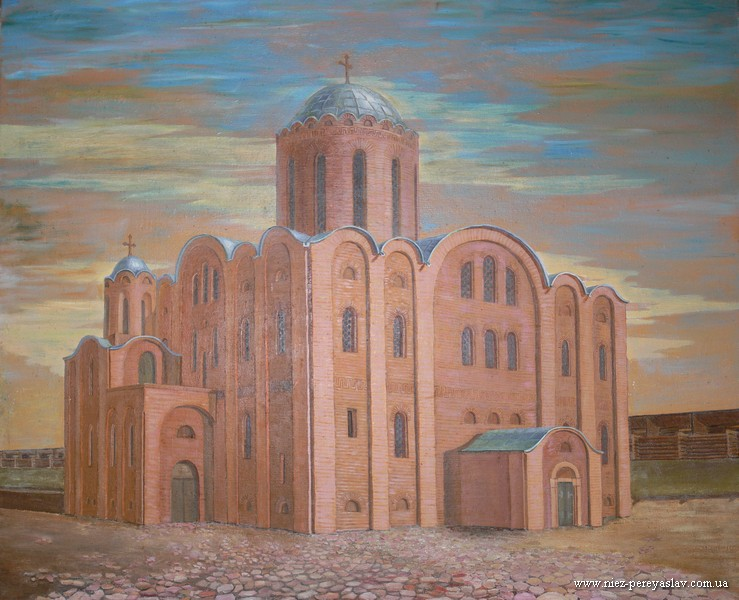
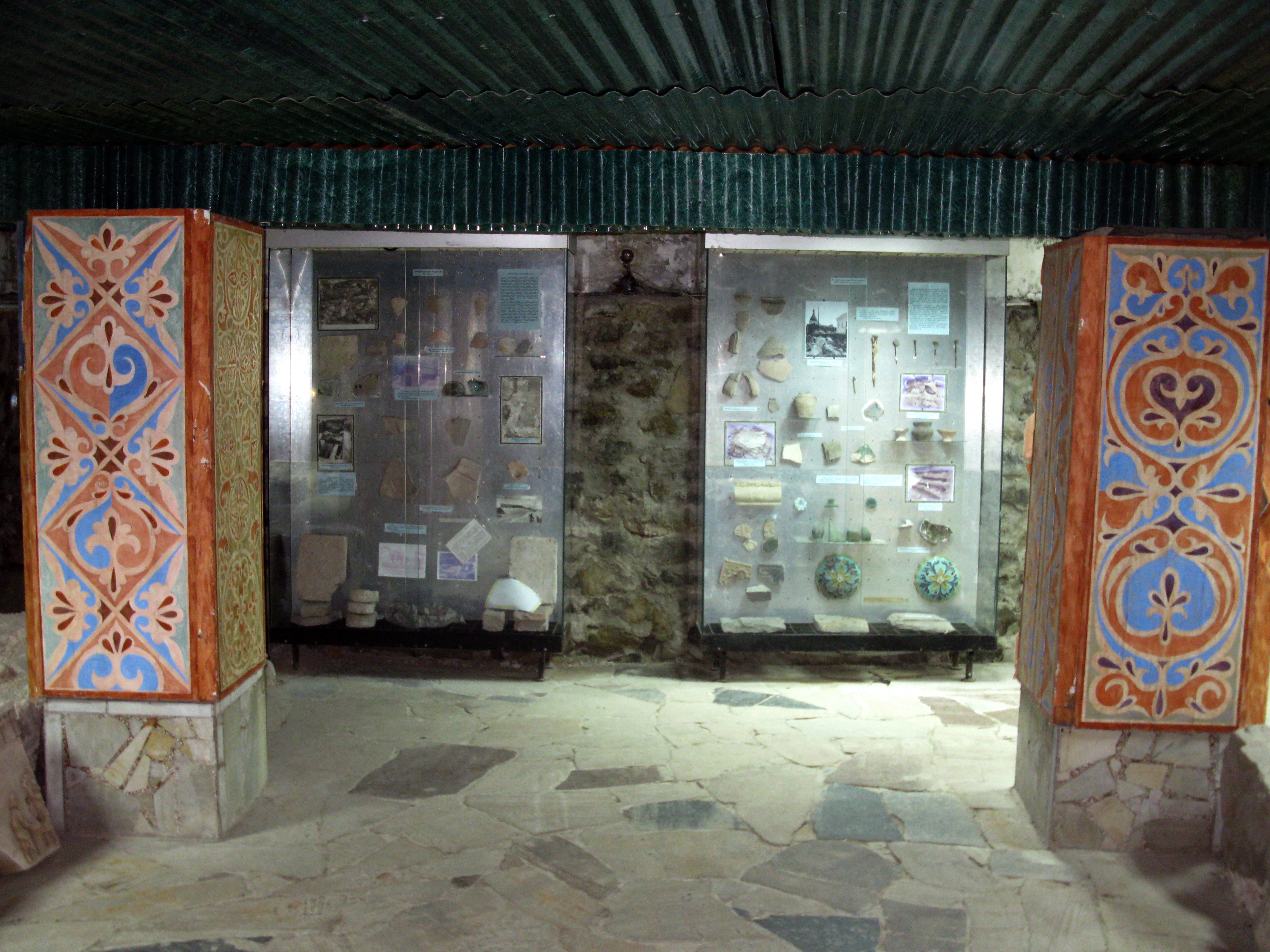
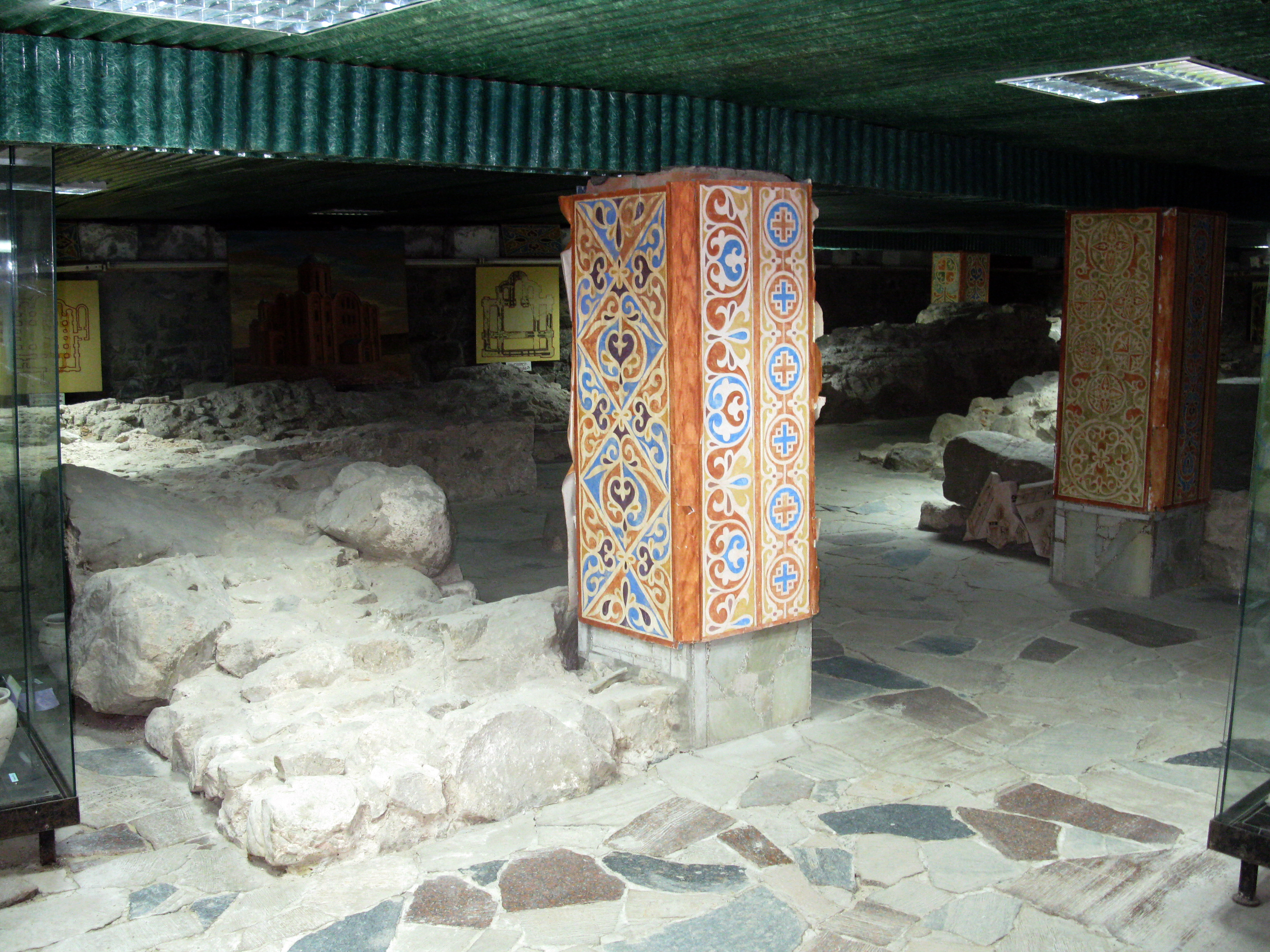
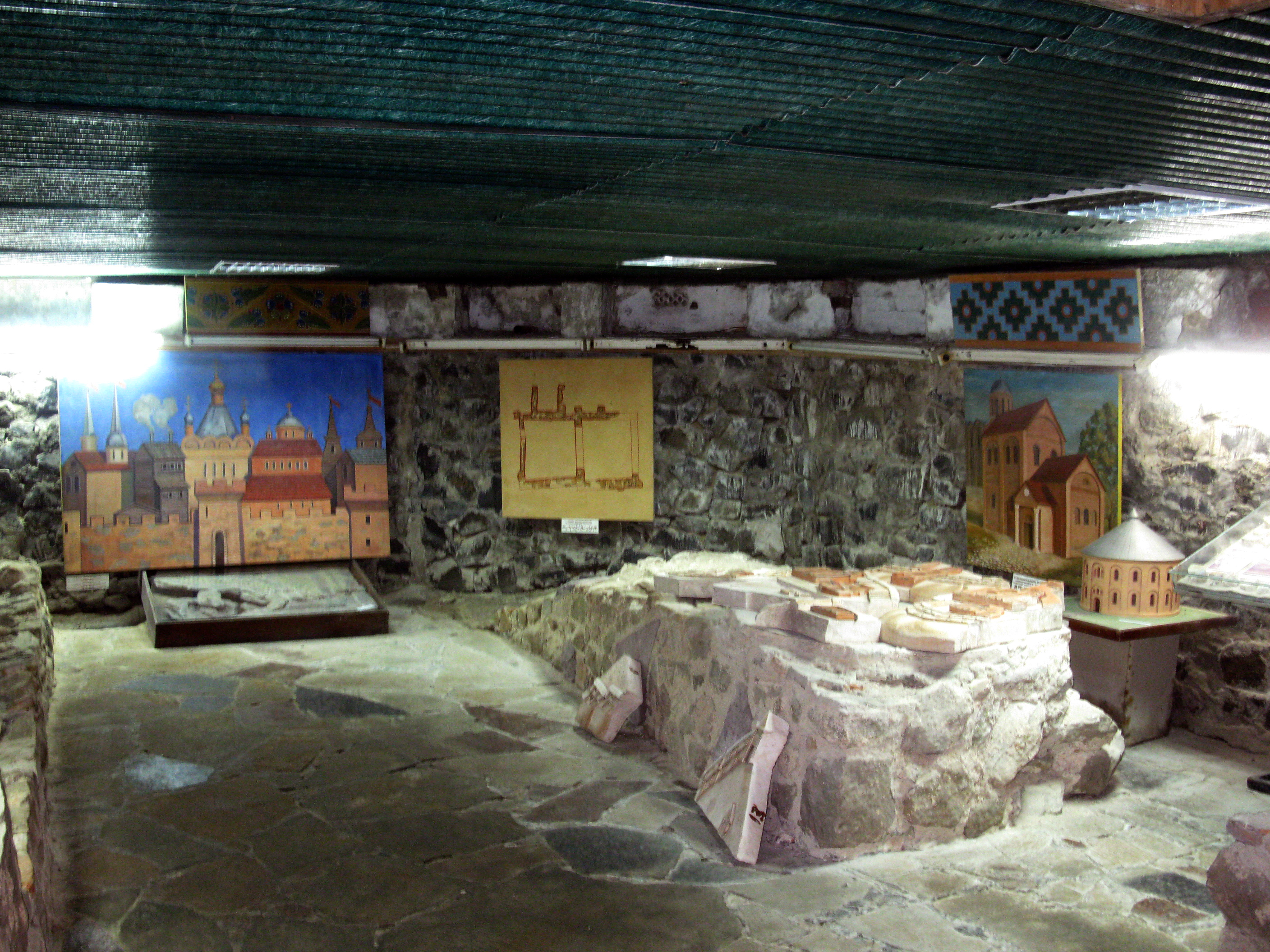
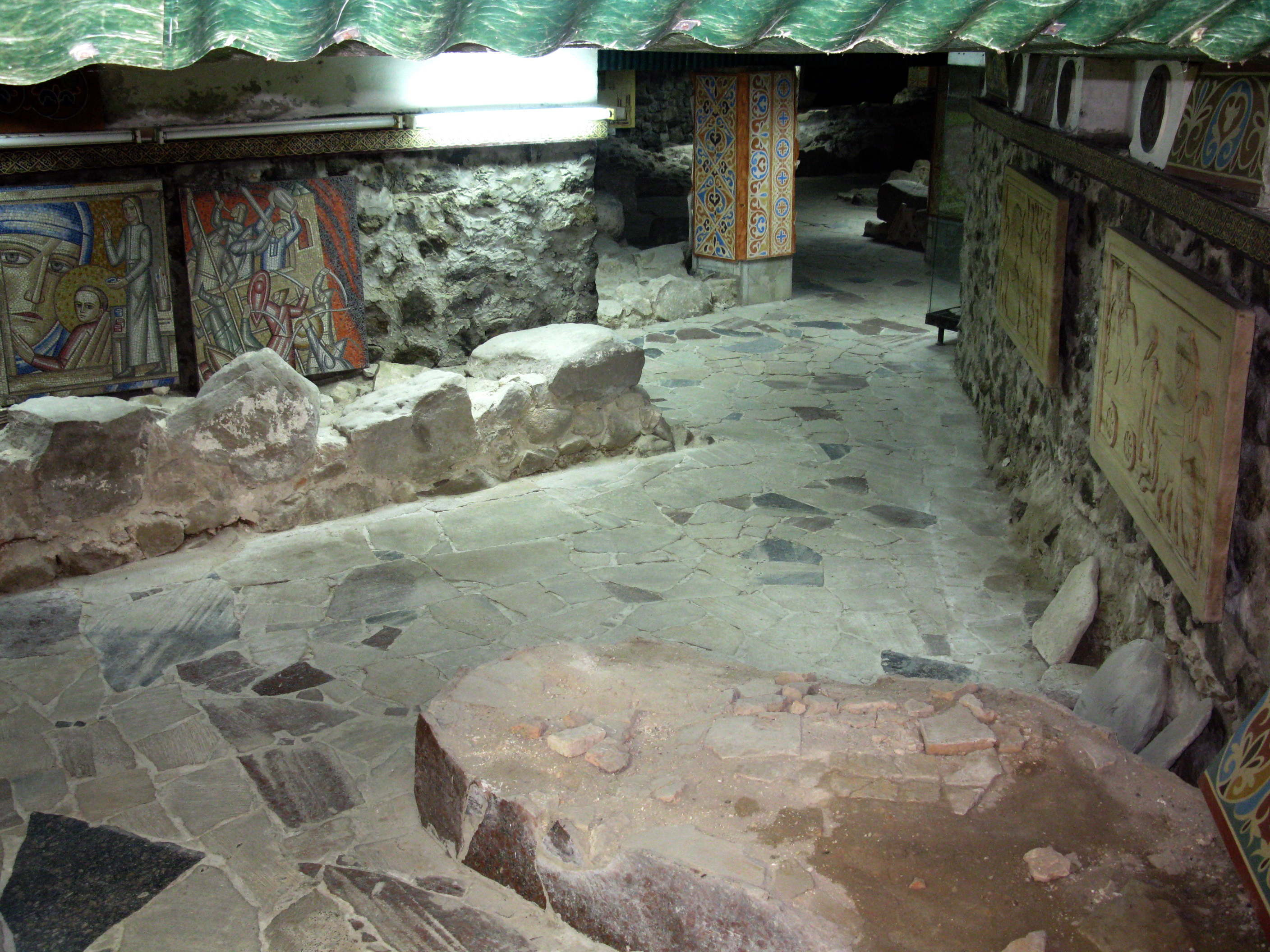